# Peter Jeffrey
Pour l’article homonyme, voir Peter Jeffrey (militaire australien).
Peter Jeffrey, né le 18 avril 1929 à Bristol et mort le 25 décembre 1999 à Stratford-upon-Avon (Royaume-Uni), est un acteur britannique.

## Filmographie
- 1963 : The Spread of the Eagle (feuilleton TV) : Sicinius Velutus
- 1964 : Le Saint (série télévisée) : Recel de bijoux (saison 2 épisode 23) : Quincy
- 1964 : Becket : Baron
- 1964 : ABC of Britain (TV)
- 1965 : Le Saint (série télévisée) : Le Crime du siècle (saison 3 épisode 22) : Gregory Marring
- 1963 : The Plane Makers (série télévisée) : James Cameron-Grant (unknown episodes, 1964-1965)
- 1965 : The Early Bird : Fire Chief
- 1966 : A Separate Peace (TV) : John Brown
- 1966 : That Riviera Touch : Mauron
- 1966 : Le Prince Donegal (The Fighting Prince of Donegal) : Sergeant
- 1966 : The Making of Jericho (TV)
- 1966 : Chapeau melon et bottes de cuir, Bristow,Prendergast
- 1967 : Doctor Who (série télévisée) « The Macra Terror » : Le Pilote
- 1968 : L'Homme de Kiev (The Fixer) : Berezhinsky
- 1968 : If.... : Headmaster
- 1969 : Ring of Bright Water de Jack Couffer : Colin Wilcox
- 1969 : The Best House in London : Sherlock Holmes
- 1969 : Codename: Portcullis (TV) : Philip Shelton
- 1969 : Anne des mille jours (Anne of the Thousand Days) : Duke of Norfolk
- 1970 : Villette (série télévisée) : Paul Emmanuel
- 1970 : The Closed Shop (TV) : El Presidente 2
- 1970 : Goodbye Gemini : Detective Inspector Kingsley
- 1971 : Elizabeth R (feuilleton TV) : King Philip II of Spain
- 1971 : Comtesse Dracula (Countess Dracula) : Capt. Balogh, Chief Bailiff
- 1971 : L'Abominable Docteur Phibes (The Abominable Dr Phibes) : Inspector Trout
- 1971 : Les Cavaliers (The Horsemen) : Hayatal
- 1971 : Kidnapped : Riach
- 1972 : Napoleon and Love (feuilleton TV) : Talleyrand
- 1972 : What Became of Jack and Jill? : Dr Graham
- 1972 : Le Retour de l'abominable Docteur Phibes (Dr Phibes Rises Again) : Inspector Trout
- 1973 : Caucasian Chalk Circle (TV)
- 1973 : Le Meilleur des mondes possible (O Lucky Man!) : Factory chairman / Prison governor
- 1974 : Mortelle rencontre (Deadly Strangers) : Belle's Uncle
- 1974 : Bedtime Stories (en) (série télévisée. saison 1 épisode 4 : Jack and the Beanstalk})
- 1974 : Le Dossier Odessa (The Odessa File) : David Porath
- 1974 : Cakes and Ale (feuilleton TV)
- 1975 : Le Retour de la Panthère rose (The Return of the Pink Panther) : Gen. Wadafi
- 1976 : Romeo and Juliet (TV) : Chorus
- 1976 : King Lear (série télévisée) : Cornwall
- 1976 : Bill Brand (série télévisée) : Maidstone
- 1977 : London Belongs to Me (série télévisée) : Henry Squales
- 1978 : Mr. & Ms. Bureaucrat (TV)
- 1978 : Midnight Express : Ahmet
- 1978 : Doctor Who (série télévisée) « The Androids of Tara » : Le Comte Grendel
- 1979 : The Quiz Kid : Rigby
- 1979 : The Old Crowd (TV)
- 1981 : All's Well That Ends Well (TV) : Parolles
- 1981 : The Walls of Jericho (feuilleton TV) : John Inglis
- 1982 : Britannia Hospital : Sir Geoffrey
- 1983 : By the Sword Divided (feuilleton TV) : Oliver Cromwell
- 1984 : Antigone (TV) : Chorus
- 1984 : Le Joyau de la couronne (feuilleton TV) : Maj. Peabody
- 1984 : Freud (en) (feuilleton TV) : Federn
- 1985 : The Last Place on Earth (feuilleton TV) : Lord Curzon
- 1985 : Nuits secrètes II (Lace II) (TV) : Nicholas Cliff, Sr.
- 1987 : Quartermaine's Terms (TV) : Henry
- 1988 : Les Aventures du baron de Münchhausen (The Adventures of Baron Munchausen) : Le Sultan
- 1989 : The Nightmare Years (feuilleton TV) : Norman Ebbutt
- 1989 : Spirit of Man (TV) : Rev. Mendel of Riminov (segment The Night of Simhat Torah)
- 1989 : Chelworth (feuilleton TV) : Michael Hincham
- 1990 : Bingo: Scenes of Money and Death (TV) : William Combe
- 1990 : La Main de l'assassin (Hands of a Murderer)(TV) : Mycroft Holmes
- 1993 : Du rouge à lèvres sur ton col (Lipstick on Your Collar) (feuilleton TV) : Col. Bernwood
- 1993 : A Question of Guilt (TV) : Osborn
- 1994 : Une délicate affaire (A Village Affair) de Moira Armstrong (TV) : Peter Morris
- 1994 : Middlemarch (feuilleton TV) : Bulstrode
- 1995 : Henry IV (TV) : Lord Chief Justice
- 1996 : The Moonstone (TV) : Mr. Bruff
- 1996 : Treasure Seekers (TV) : Wentworth
- 1996 : Our Friends in the North (feuilleton TV) : Commissioner Sir Colin Blamire
- 1996 : Raspoutine (Rasputin) (TV) : Bishop Hermogones
- 1996 : Le Prince et le pauvre (The Prince and the Pauper) (TV) : Duke of Norfolk
- 1997 : Breakout (TV) : Prof. Bannerman
- 1998 : L'échoppe des horreurs (en) (The Tale of Sweeney Todd) (TV) : Dr. Maxwell